# Procés Acheson

Secció transversal d'un forn Acheson per produir carbur de silici o grafit a granel.

El procés Acheson va ser inventat per Edward Goodrich Acheson per sintetitzar carbur de silici (SiC) i grafit.
El procés consisteix a escalfar una barreja de diòxid de silici (SiO ₂), en forma de sílice o sorra de quars, i carboni, en la seva forma elemental com a coc en pols, en un bol de ferro.

Esquema d'un forn Acheson resistent per a la producció de barres d'elèctrodes formades a partir de coc en pols barrejat amb argila de sílice: a - barreja de coca-cola i sorra, c - elèctrodes de carboni, d - material refractari,e – varetes per grafititzar, f – coc granulat.

Al forn, el diòxid de silici, que de vegades també conté altres additius juntament amb òxid fèrric i serradures, es fon al voltant d'una vareta de grafit, que serveix de nucli. Aquestes barres s'insereixen de tal manera que es mantenen en contacte entre si a través de les partícules de coc, que comunament s'anomena llit de coc. Un corrent elèctric passa per les barres de grafit. que escalfa la mescla a 1700–2500 °C. El resultat de la reacció carbotèrmica és una capa de carbur de silici (especialment en les seves fases alfa i beta) que es forma al voltant de la vareta i emissió de monòxid de carboni (CO). Hi ha quatre reaccions químiques en la producció de carbur de silici:
1. C + SiO ₂ → SiO + CO
2. SiO ₂ + CO → SiO + CO ₂
3. C + CO ₂ → 2CO
4. SiO + 2 C → SiC + CO

Aquest procés global és altament endotèrmic, amb una reacció neta:
SiO ₂ + 3 C + 625,1 kJ → α-SiC + 2 CO
El 1890 Acheson va intentar sintetitzar diamants però va acabar creant cristalls blaus de carbur de silici que va anomenar carborundum. Va trobar que el silici es va vaporitzar quan es sobreescalfava, deixant grafit. També va descobrir que quan es començava amb carboni en comptes de carbur de silici, el grafit es produïa només quan hi havia una impuresa, com la sílice, que donaria com a resultat la primera producció d'un carbur. Va patentar el procés de fabricació de grafit el 1896. Després de descobrir aquest procés, Acheson va desenvolupar un forn elèctric eficient basat en la calefacció resistiva, el disseny del qual és la base de la majoria de la fabricació de carbur de silici actual.